# Berrondo
Berrondo est une ville de l'Uruguay située dans le département de Florida. Sa population est de 170 habitants.

## Infrastructure
La ville possède une gare qui relie Montevideo et Paso de los Toros.

## Population
| Année | Population |
| ----- | ---------- |
| 1963  | 38         |
| 1975  | 96         |
| 1985  | 54         |
| 1996  | 83         |
| 2004  | 170        |

Référence,.